# Рекиберга
Рекиберга (Рекиверга; лат. Reciberga или Reciverga; умерла между 18 октября 646 и 13 ноября 657) — королева вестготов (не позднее 646 — не позднее 657) по браку с Хиндасвинтом или Реккесвинтом.

## Биография
Рекиберга известна из двух современных ей исторических источников: королевской хартии от 646 года и посвящённой ей эпитафии.
О происхождении Рекиберги ни в одном из документов не упоминается. На основании ономастических данных делается вывод, что она могла принадлежать к одной из знатнейших вестготских семей. Возможно, её близким родственником был умерший в 678 году Рикимир, владевший богатыми поместьями в окрестностях Эль-Бьерсо.
В хартии, данной 18 октября 646 года (684 год испанской эры) в Толедо королём Хиндасвинтом аббату монастыря вблизи Эль-Бьерсо Фруктуозу, Рекиберга упоминалась как королева (лат. Reciverga regina). Однако некоторые медиевисты сомневаются в подлинности этого документа. В написанной архиепископом Евгением Толедским эпитафии сообщается, что Рекиберга, будучи в супружестве с королём семь лет, скоропостижно умерла в возрасте двадцати двух лет и восьми месяцев. Дата смерти Рекиберги неизвестна. Предполагается, что Рекиберга должна была скончаться не ранее 646 года, когда она была упомянута в хартии, и не позднее 13 ноября 657 года, даты смерти Евгения Толедского. Она была похоронена в монастыре Сан-Роман-де-Орниха, находившемся в одноимённом селении. Позднее здесь же был похоронен и король Хиндасвинт, эпитафия которого также была написана Евгением Толедским.
О том, женой кого из правителей Вестготского королевства была Рекиберга, среди историков нет единого мнения. Часть медиевистов считает её супругой правившего вестготами в 642—653 годах короля Хиндасвинта. Они предполагают, что Рекиберга была матерью старшего сына и наследника этого монарха Реккесвинта, а также, возможно, и герцога Теодофреда. Другая же часть историков называет её супругой Реккесвинта. Они считают, что первое упоминание о ней как о королеве относится к тому времени, когда её муж был соправителем своего отца, и также как и тот имел монарший титул. В этом случае Рекиберга должна была скончаться задолго до смерти своего мужа, умершего 1 сентября 672 года. Каких-либо свидетельств о супружеской жизни короля Реккесвинта в средневековых источниках не сохранилось. Вероятно, он скончался бездетным. Поэтому новым правителем Вестготского королевства был избран не состоявший с ним в родстве Вамба.